# Канадська конфедерація

Адміністративний поділ Канади на 2010

Кана́дська конфедера́ція (англ. Canadian Confederation, фр. Confédération canadienne), або Конфедерація Канада — процес, що досяг найвищої точки 1 липня 1867, при якому з провінцій, колоній і територій Британської Північної Америки був створений Союз для утворення нової федеральної держави — домініону Британської імперії Домініон Канада.
Тепер слово «конфедерація» часто використовується для відстороненого опису Канади, і вислів «батьки Конфедерації» — приклад такого вживання. Між тим, більш конкретно вислів зазвичай вживається до політичного процесу, що об'єднав колонії в 1860-і роки, а не до політичної структурі країни. Воно також використовується для поділу канадської історії на два періоди: «доконфедераційний» і «післяконфедераційний» (останній триває досі). Хоча вислів «конфедерація» часто вживають для посилання на Канаду, Канада є радше федерацією.
Всі учасники конференцій, що проходили в 1860-х роках і привели до утворення конфедерації, вважаються батьками конфедерації. Разом з тим, територіальний поділ домініону 1867 істотно відрізняється від сучасної карти Канади. Політики, які брали участь у формуванні кордонів і канадського федералізму після утворення конфедерації (з кінця XIX по початок XXI століття) вважаються її засновниками.

## Історія

### Колоніальні розділи
До 1867 Британська Північна Америка була об'єднанням шести незалежних колоній: Нова Шотландія, Нью-Брансвік, Об'єднана Канада (по суті включала південні частини Квебеку та Онтаріо), Ньюфаундленд, Острів Принца Едварда і Британську Колумбію. На початку Конфедерацію заснували лише перші три колонії з перерахованих вище, інші приєдналися до неї згодом, і в 1949 останнім приєдналася Ньюфаундленд (решта Частини сучасної Канади складається з Землі Руперта і Північно-західних територій, що належали Компанії Гудзонової затоки і відступлених Канаді У 1870 році, і з арктичних островів під британською опікою).

### Конституційний акт 1867 про Британську Північну Америку
Конфедерація утворилася 29 березня 1867, коли Королева Вікторія дала королівську згоду на Акт про Британську Північну Америку (АБПА (англ. British North America Act)). Цей акт, був складений з внутрішньополітичних (міністерська нестійкість), зовнішньополітичних (загроза вторгнення американців, скорочення військової підтримки Сполученого королівства) і економічних міркувань (потреба У залізниці після закінчення дії міжнародного договору Про режим взаємності). Він об'єднував об'єднану Канаду з колоніями Нью-Брансвік і Нова Шотландія і набрав чинності 1 липня 1867. Акт скасував Союзний акт 1840, що об'єднував перед цим Верхню і Нижню Канаду. Це є Головний конституційний Документ Канади. Об'єднана Канада була розділена на дві окремі провінції, що стали Онтаріо І Квебеком. 1 липня тепер урочисто відзначається як День Канади.
Тоді як АБПА давав Канаді більше незалежності, ніж вона мала раніше, він далеко не давав їй повної незалежності від Сполученого королівства. Зовнішня політика залишилася в руках британців, Судовий комітет Таємної ради залишився вищим апеляційним судом Канади, а Конституція могла бути виправлена лише в Сполученому королівстві. Поступово Канада отримала більше незалежності, що закінчилася Конституцією 1982 (Квебек не ратифікував цю Конституцію). До цього будь-яка модифікація АБПА була прерогативою Вестмінстерського Парламенту. З цього часу канадська Конституція змінюється більшістю Парламенту Канади, підтримуваного кваліфікованою більшістю (а іноді одностайністю) законодавчих органів провінцій.
Батьки Конфедерації вирішили охрестити нову країну Домініон Канада, відкинувши серед інших варіанти Королівство та Конфедерація. У світлі еволюції Канади вираз «конфедерація» частіше сприймається як хитрість Джона А. Макдональда тощо для спонукання Французької Канади і приморських провінцій брати участь у обговореннях. Більшість колоніальних керівників, які побоюються опинитися під управлінням населення центру Канади, не хотіли мати сильний центральний уряд. Макдональд не мав жодного наміру справді робити з Канади конфедерацію і був готовий швидше підтримати низку колоній поза політичного союзу, ніж послабити уряд центру, який він представляв. Таким чином, Канада стала федерацією, а не конфедерацією, як Швейцарія. Між тим, враження, що нова конфедеративна Канада була договором між двома народами — засновниками, панувало в політичних тезах Квебеку протягом майже цілого століття.

## Порядок приєднання провінцій
Канадська федерація спочатку налічувала чотири провінції. З плином часу були створені або приєднані до Конфедерації кілька інших провінцій і територій. Дати приєднання в хронологічному порядку представлені нижче:
| Провінція або територія | Провінція або територія    | Приєднання або створення |
| Провінції               | Провінції                  | Провінції                |
| ----------------------- | -------------------------- | ------------------------ |
|                         | Онтаріо                    | 1867                     |
|                         | Квебек                     | 1867                     |
|                         | Нью-Брансвік               | 1867                     |
|                         | Нова Шотландія             | 1867                     |
|                         | Манітоба                   | 1870                     |
|                         | Британська Колумбія        | 1871                     |
|                         | Острів Принца Едварда      | 1873                     |
|                         | Альберта                   | 1905                     |
|                         | Саскачеван                 | 1905                     |
|                         | Ньюфаундленд і Лабрадор    | 1949                     |
| Території               |                            |                          |
|                         | Північно-західні території | 1870                     |
|                         | Юкон                       | 1898                     |
|                         | Нунавут                    | 1999                     |